# Agafamosquits de Califòrnia
L'agafamosquits de Califòrnia (Polioptila californica) és un ocell de la família dels polioptílids (Polioptilidae).

## Hàbitat i distribució
Habita matolls costaners i vegetació de zones àrides al sud-oest de Califòrnia i Baixa Califòrnia (excepte el nord-est).